# Soul Special
《Soul Special》（韓語：쏘울 스페셜），是韓國KBS自2009年9月28日起在KBS N頻道以及網路平台Cyworld播出的電視音樂劇，每集約五分鐘共12集，另在10月30日時播出重新剪集的60分鐘完整版。

## 劇情簡介
剛從國外留學歸來的作曲家陳美雅（韓孝周飾），偶然在停車場發現了酒醉後不省人事的醫生劉吉（金東昱飾），並把他用車子帶回了旅館。原本提倡單身主義的美雅，因留學的孤單與寂寞，與劉吉二人之間產生了愛情，而劉吉也因美雅而重新振作起來。美雅的好朋友閔世姬（李彩英飾）在一間賓館任職，是個現實主義者，但最終還是被樸秀浩（K.Will飾）所打動並墜入愛河，兩人因此步入禮堂。

## 演員陣容
- 韓孝周 飾演 陳美雅

- 金東昱 飾演 劉吉

- 李彩英 飾演 閔世姬

- K.Will 飾演 朴秀浩

## 原聲帶

### 《part.1》
- 2009.09.22發行

1. 사랑한단 말을 못해서--케이윌(K.Will) / 不能說愛你--K.Will
2. Soul Special--유나영 / Soul Special--劉娜英
3. 햇살이 밝아서--서연정 / 陽光明媚--徐延正
4. Style (feat. 허인창)--전소연 / Style (feat.許仁昌)--全秀妍
5. 사랑한단 말을 못해서(inst.)--케이윌(K.Will) / 不能說愛你(inst.)--K.Will
6. 햇살이 밝아서(inst.)--서연정(inst.) / 陽光明媚--徐延正

### 《part.2》
- 2009.10.19發行

1. 왈칵 눈물이(feat.유연 Of 러블리)--한효주 / 突然的眼淚--韓孝周(Feat.柳妍of Lovely)
2. 나에게 그대는--김동욱 / 走向我的你--金東昱
3. 왈칵 눈물이(feat.간디 Of 부가킹즈)--한효주 / 突然的眼淚--韓孝周(Feat.Gan-D of Buga Kingz)
4. 나에게 그대는--구자창(Dr.9) / 走向我的你--Dr.9
5. 왈칵 눈물이(inst.)--한효주 / 突然的眼淚(inst.)--韓孝周
6. 나에게 그대는(inst.)--김동욱 / 走向我的你(inst.)--金東昱
7. 너 정말이니--럼블 피쉬（Rumble Fish ） / 真的不是你--Rumble Fish

### 《part.3》
- 2009.11.13.發行

1. My Girl--바비킴 / My Girl--Bobby Kim
2. 사랑한단 말을 못해서 / 케이윌(K.Will) / 不能說愛你--K.Will
3. 둘이 더 좋아--럼블 피쉬(Rumble Fish) / 兩個人更好--Rumble Fish
4. 왈칵 눈물이(feat. 간디 Of 부가킹즈)--한효주 / 突然的眼淚--韓孝周(Feat.柳妍of Buga Kingz)
5. 나에게 그대는--김동욱 [배우] / 走向我的你--金東昱
6. Soul Special--유나영 / Soul Special--劉娜英
7. 햇살이 밝아서--서연정 / 陽光明媚--徐延正
8. Style(feat. 허인창)--전소연 / Style (feat.許仁昌)--全秀妍
9. 뻥이야!--안재욱 / 謊言--安在旭
10. 그대죠 돌아갈 사람--김승환 [발라드] / 回來的人是你--金勝煥 [Balladen]
11. 나에게 그대는(Piano ver.)--구자창(Dr.9) / 走向我的你(Piano ver.)--Dr.9
12. My City My Soul--제이훈(J.HooN) / My City My Soul--J.HooN

## 外部連結
- Daum電影